# Matice GE
GE matice, známá také pod názvy multifaktorová analýza nebo matice McKinsey, je nástrojem využívaným ve strategickém managementu i marketingu pro vnitřní analýzu. Byla vyvinuta v 70. letech 20. století společností McKinsey & Company pro General Electric. Hlavním důvodem pro vznik byla nedostatečnost matice BCG. Oproti této matici má GE matice nespornou výhodu vícefaktorové portfoliové matice. Pro komplexní posouzení situace ve společnosti je totiž třeba širší pohled.

## Popis
Matice se skládá z devíti polí ve formátu 3x3. Na horizontální ose je vyznačeno konkurenční postavení společnosti, na vertikální ose atraktivita trhu nebo oboru.

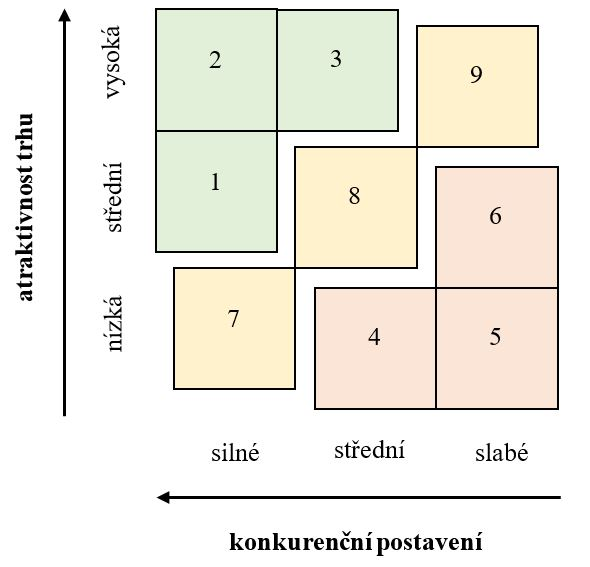
Matice GE

Atraktivita oboru nebo trhu zahrnuje dílčí faktory:
- tržní růst a velikost trhu;
- kvalitu trhu;
- ziskovost oboru;
- stabilitu prodeje;
- stabilitu cenovou;
- náročnost a dostupnost vstupů;
- situaci v okolí firmy.

Konkurenční postavení je zastoupeno faktory:
- relativní pozice na trhu, případně relativní tržní podíl;
- relativní výrobní potenciál a kapacita;
- relativní výzkumný a vývojový potenciál;
- pozice v distribuci, efektivnost marketingové komunikace;
- postavení strategické obchodní jednotky (dále SBU) v kvalitě, značce, technologii, marketingu, obchodní činnosti;
- ziskovost a její porovnání s průměrem dosahovaným v oboru;
- relativní schopnost managementu (kvalifikace, zkušenosti, kreativní úroveň).[2]

Počet jednotlivých hodnocených faktorů se může rozšířit nebo i zúžit. Volba těchto faktorů musí zohlednit konkrétní situaci, především charakter produktů ale i tržní prostředí.
Pro každý faktor jsou stanovena tři pásma dle situace firmy:
| Faktor konkurenční postavení | Faktor tržní atraktivita |
| ---------------------------- | ------------------------ |
| silné postavení              | vysoká atraktivita       |
| střední postavení            | střední atraktivita      |
| slabé postavení              | nízká atraktivita        |

Výsledkem je pak devět kombinačních polí.

### Konstrukce matice GE
Pro konstrukci matice GE musíme nejprve identifikovat dílčí faktory v rámci obou dimenzí a určit jejich konečné hodnoty. Určení těchto konečných hodnot je založeno na:
- Stanovení vah významnosti daného faktoru pro společnost. Jejich součet se v modelu musí rovnat jedné.
- Každému faktoru se přiřadí známka, která charakterizuje stupeň závislosti dimenze na daném faktoru. Známky se pohybují v rozsahu od jedné do pěti. Jednička znamená velmi slabý stupeň závislosti, naopak pětka znamená silnou závislost.

Konečné hodnoty určují velikost a významnost obou dimenzí. Postavení společnosti v modelu se určuje jako součet násobků příslušných vah a známek.
Pro praktické provedení se doporučuje vypracovat přehledné tabulky pro obě dimenze, kde jsou uvedeny všechny potřebné údaje.
Výsledné hodnoty představují základ pro umístění klasifikované společnosti do dvourozměrné matice s devíti poli.

### Hodnocení jednotlivých polí
Matice je pro strategické hodnocení rozdělena do 3 výrazných pásem dle síly každé z hodnocených dimenzí. Jednotlivá pásma jsou složena ze tří polí:
1, 2, 3 – jedná se o výhodné postavení SBU, kdy se SBU nacházejí v tzv. zelené zóně pro investice (výrazné příležitosti pro podnikové využití). Tržní atraktivnost i konkurenční postavení je silné, SBU tak mají přednost při investování, jejich růst je cílevědomě podporován a jejich atraktivní pozice na trhu je chráněna.
7, 8, 9 – jsou v tzv. žluté zóně, jedná se o průměrně výhodné postavení jednotek. To znamená diferencovanou podporu a tedy přísný výběr těch SBU, které mohou doufat v další investice.                                 
4, 5, 6 – se nachází v tzv. červené zóně, pole představují ne příliš výhodné a lákavé postavení jednotek. SBU mají zpravidla slabou konkurenční pozici. Velikost trhu i tempa růstu, které charakterizují atraktivnost trhu, jsou také nízká. SBU zde umístěné představují kandidáty na opuštění trhu.
Strategie investování dle pozice v jednotlivých polích:
1. Omezit rozvoj
2. Investovat do rozvoje
3. Chránit (udržovat) pozici
4. Volit výběrové investice, které upřednostňují tvorbu zdrojů
5. Chránit a přehodnocovat
6. Provést restrukturalizaci – upřednostnit tvorbu zdrojů
7. Uváženě investovat
8. Sklízet
9. Vybírat investice do rozvoje.[2]

## Výhody a nevýhody
Výhodou portfolio matice GE ve srovnání s maticí BCG je mnohem širší, realističtější pohled na problematiku SBU. Oproti matici BCG přidává matice GE výrazně více kritérií, která jsou posuzována. GE matice je sofistikovanější než matice BCG, protože:
- Atraktivita trhu zahrnuje široký soubor faktů (nejen růst), které mohou určit atraktivitu trhu nebo odvětví.
- Konkurenční síla nahrazuje tržní podíl, na základě čehož je každá strategická podnikatelská jednotka zkoumána. Stejně i zde existuje řada faktorů určujících konkurenční pozici organizace než jenom tržní podíl.
- Tato matice má devět kvadrantů, a to ji dělá sofistikovanější a použitelnější, než je matic BCG, která má jen čtyři kvadranty. [4]

Díky své přehlednosti a relativní nenáročnosti na interpretaci pomáhají jednotlivá kritéria managementu analyzovat pozici jednotlivých SBU dle přínosu pro firmu jako celek, obzvláště pro peněžní tok. Jednotlivá kritéria také pomáhají navrhnout sestavení takového portfolia, které přispěje k růstu tvorby hodnoty celého podniku. Podnikatelské jednotky, které SBU nevytváří, často využívají portfolio techniky i na úrovni jednotlivých produktů nebo značek.
Nevýhodou portfolio matice GE je výběr kritérií a určení vah jednotlivých hodnocených faktorů, který je značně subjektivní. Její sestavení vyžaduje zkušené pracovníky. Právě subjektivní pohled může být hlavním omezením tohoto modelu. I přes zmíněné nedostatky odborníci tento model jako doplňkovou metodu doporučují.

## Rozdíl mezi maticí BCG a GE
Matice BCG je využívána velkými korporacemi a jejich vrcholovým managementem při strategickém rozhodování o alokaci zdrojů do různých částí byznysu. Podobně i matice GE pomáhá firmám při strategickém rozhodování s větší vahou na produktové linky společnosti tedy jaké produkty by společnost měla zařadit nebo vyřadit z portfolia a při jakých příležitostech by firma do těchto produktových linek měla investovat.
BCG i GE matice jsou dvou dimenzionální modely pro velké společnosti s velkým množstvím produktových linií a dceřiných podniků. GE matice byla vytvořena jako vylepšení pro BCG matici, a tak překonává některé její limitace.
| Oblast porovnání   | BCG                                                                    | GE |
| ------------------ | ---------------------------------------------------------------------- | --- |
| Význam             | Růstový podílový model, reprezentující růst byznysu a jeho tržní podíl | Multikriteriální portfolio matice, která napomáhá strategickému rozhodování v produktových linkách v závislosti na jejich pozici v matici |
| Počet buněk        | 4                                                                      | 9 |
| Faktory            | Podíl na trhu a růst trhu                                              | Atraktivita odvětví a konkurenční výhody                                                                                                  |
| Cíle               | Pomoci společnostem efektivněji využívat zdroje                        | Prioritizace investic |
| Počet metrik       | 1                                                                      | Vícero |
| Stupně klasifikace | Dva stupně (vysoký a nízký)                                            | Tři stupně (vysoký, střední, nízký) |

Oba modely jsou si tedy velmi blízké, ale jejich drobné rozdíly se nedají ignorovat. Zatímco matice BCG je jednodušší na vytvoření i na pochopení, matice GE je náročnější a komplexnější, ale nabízí hlubší problém do problematiky portfolia.